# 1998 TX17
1998 TX17 är en asteroid i huvudbältet som upptäcktes den 14 oktober 1998 av den kroatiska astronomen Korado Korlević vid Višnjan-observatoriet.
Asteroiden har en diameter på ungefär 17 kilometer.